# ランディ・ブレッカー
ランディ・ブレッカー（Randy Brecker、1945年11月27日 - 、ペンシルベニア州フィラデルフィア生まれ）は、アメリカ合衆国のトランペット・フリューゲルホルン奏者。

## 解説
ランディ・ブレッカーはジャズ、ロックおよびR&Bのジャンルにおける著名な奏者であり、以下のような数多くのアーティストとともに演奏を行っている：スタンリー・タレンタイン、ビリー・コブハム、ブルース・スプリングスティーン、サンディップ・バーマン、チャールズ・ミンガス、ブラッド・スウェット・アンド・ティアーズ、ホレス・シルヴァー、フランク・ザッパ、パーラメント、クリス・パーカー、ジャコ・パストリアス、ダイアー・ストレイツほか。
ランディ・ブレッカーは、インディアナ大学においてビル・アダムにトランペットを習った。
ランディはブラッド・スウェット・アンド・ティアーズのファースト・アルバム『子供は人類の父である』（Child Is Father to the Man）で演奏を行っているが、後にバンド創設者のアル・クーパーとトランペット奏者のジェリー・ワイズが脱退した際に共にバンドを脱退した。ルー・ソロフが彼に代わって以降のアルバムに参加している。
彼は1973年に結成されたラリー・コリエルのフュージョン・バンド「ザ・イレヴンス・ハウス」の創設メンバーでもあった。
ランディ・ブレッカーはジャズ・サクソフォーン奏者マイケル・ブレッカーの兄である。彼らは共同でバンド「ブレッカー・ブラザーズ」を結成した。このバンドは著名なファンク・フュージョン・バンドで、1970年代から1990年代にかけて数作のアルバムをレコーディングした。
1982年にブレッカー・ブラザーズが解散した後、ランディはジャコ・パストリアスのワード・オブ・マウス・ビッグ・バンドに参加し、録音およびツアー活動を行った。その後間もなく彼はブラジルのジャズ・ピアニストであるイリアーヌ・イリアスと出会い、後に結婚している（現在は離婚）。イリアーヌとランディは独自のバンドを結成し、数回の世界ツアーを行った他、共同制作のアルバム『アマンダ』をパスポート・レコードからリリースした。なお、2人の娘であるアマンダ・ブレッカーは後にヴォーカリストとしてデビューしている。
ランディ・ブレッカーは、GRPオールスタービッグバンドのメンバーでもある。
2001年夏、ランディはマイケルと共にブレッカー・ブラザーズをアコースティック・バージョンとして再結成してヨーロッパツアーを行い、また自らのアルバム『ハンギン・イン・ザ・シティ』の収録曲のプロモーションも行った。
ESCレコードから2003年4月にリリースされた『34TH・アンド・レックス』には、ランディ自身の作曲・編曲による11の楽曲が収録され、収録メンバーは通常ランディと共に演奏しているバンドメンバーに加えてデイヴィッド・サンボーン、マイケル・ブレッカー、フレッド・ウェズリー、ロニー・キューバーらによる「ドリーム・ホーン・セクション」およびランディの現在の夫人であるイタリアのテナー・サクソフォーン奏者アダ・ロヴァッティが参加している。

## ディスコグラフィ

### リーダー・アルバム
- 『スコア』 - Score (1969年、Solid State)
- 『アマンダ』 - Amanda (1985年、Passport) ※with イリアーヌ・イリアス
- 『イン・ジ・イディオム』 - In the Idiom (1987年、Denon)
- 『ライブ・アット・スイート・ベイジル』 - Live at Sweet Basil (1988年、GRP)
- 『トー・トゥ・トー』 - Toe to Toe (1990年、MCA)
- Paris By Night (1993年、Soul Note) ※with ニールス・ラン・ドーキー、ダニエル・ユメール、クリス・ミン・ドーキー
- 『イントゥ・ザ・サン』 - Into the Sun (1995年、Concord)
- 『ハンギン・イン・ザ・シティ』 - Hangin' in the City (2001年、ESC)
- 『34TH・アンド・レックス 』 - 34th N Lex (2003年、ESC)
- 『サム・スカンク・ファンク：ソウル・バップ・バンド・ライヴ』 - Soul Bop Band Live (2005年、BHM Productions) ※with ビル・エヴァンス
- 『サム・スカンク・ファンク』 - Some Skunk Funk (2005年、Telarc) ※with マイケル・ブレッカー、ヴィンス・メンドーザ。第49回グラミー賞（最優秀ラージ・ジャズ・アンサンブル・アルバム）
- 『ランディ・イン・ブラジル』 - Randy in Brasil（2006年11月録音）(2008年、MAMA) ※第51回グラミー賞（最優秀コンテンポラリー・ジャズ・アルバム）
- 『ノスタルジック・ジャーニー：ティコチン・ジャズ組曲』 - Nostalgic Journey: Tykocin Jazz Suite (2009年、Summit)
- The Jazz Ballad Song Book (2011年、Half Note/Red Dot) ※with The Danish Radio Big Band
- Plays Wlodek Pawlik's Night In Calisia (2013年、Summit) ※ポーランドのカリシュにおけるライブ。第56回グラミー賞（最優秀ラージ・ジャズ・アンサンブル・アルバム）
- 『ザ・ブレッカー・ブラザーズ・バンド・リユニオン』 - The Brecker Brothers Band Reunion (2013年、Piloo)
- Dearborn Station (2015年、Jazzed Media) ※with デポール大学ジャズ・アンサンブル
- 『トランペット・サミット・プラハ』 - Trumpet Summit Prague: The Mendoza Arrangements Live (2015年、Summit) ※with ボビー・シュー（英語版）、ヤン・ハーズネル。プラハにおけるライブ
- Randy Pop! (2015年、Piloo) ※ニューヨーク「ブルーノート」におけるライブ
- Together (2018年、MAMA) ※with マッツ・ホルムキスト、ウモ・ジャズ・オーケストラ
- Rocks (2019年、Jazzline) ※with NDRビッグ・バンド

### GRPオールスター・ビッグバンド
- 『ライヴ・イン・ジャパン!』 - Dave Grusin Presents GRP All-Star Big Band Live! (1993年、GRP)
- 『オール・ブルース』 - All Blues (1995年、GRP)

### 参加アルバム
- ブラッド・スウェット・アンド・ティアーズ : 『子供は人類の父である』 - Child Is Father To The Man (1968年、Columbia)
- ホレス・シルヴァー・クインテット : 『ユー・ガッタ・テイク・ア・リトル・ラヴ』 - You Gotta Take a Little Love (1969年、Blue Note)
- ホレス・シルヴァー・クインテット : 『ザット・ヒーリン・フィーリン』 - That Healin' Feelin' (1970年、Blue Note)
- ホレス・シルヴァー・クインテット : 『27番目の男 (イン・パースート・オブ・ザ・27thマン)』 - In Pursuit Of The 27th Man (1973年、Blue Note)
- ジョージ・ベンソン : 『グッド・キング・バッド』 - Good King Bad (1975年、CTI) ※「Theme from Good King Bad」に参加
- ジャコ・パストリアス : 『ジャコ・パストリアスの肖像』 - Jaco Pastorius (1976年、Epic)
- アトランティック・ファミリー : 『ライヴ・アット・モントルー』 - Live at Montreaux (1977年、Atlantic) ※モントルー・ジャズ・フェスティバルにおけるライブ
- ウォルター・ビショップ・ジュニア : 『ソウル・ヴィレッジ』 - Soul Village (1977年、Muse)
- ウォルター・ビショップ・ジュニア : Cubicle (1978年、Muse)
- ボブ・ジェームス : 『ラッキー・セヴン』 - Lucky Seven (1979年、CBS/Tappan Zee)
- スパイロ・ジャイラ : 『モーニング・ダンス』 - Morning Dance (1979年、MCA)
- ボブ・ジェームス : 『H』 - H (1980年、Tappan Zee)
- スパイロ・ジャイラ : 『キャッチング・ザ・サン』 - Catching the Sun (1980年、MCA)
- ジャコ・パストリアス : 『インヴィテイション』 - Invitation (1983年、Warner Bros.)
- ジョージ・ベンソン : 『ビッグ・ボス・バンド・フィーチャリング・ザ・カウント・ベイシー・オーケストラ』 - Big Boss Band (1990年、Warner Bros.)
- ホレス・シルヴァー・クインテット : 『ブルースに処方箋』 - A Prescription For The Blues (1997年、Impulse!)